# Macrotermitinae

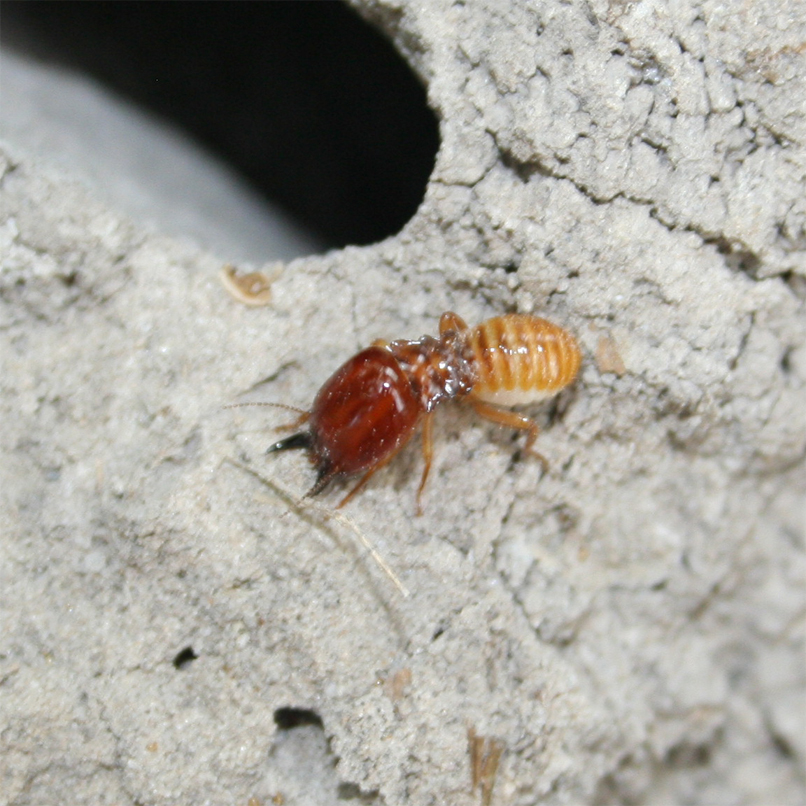
Солдат Macrotermitinae

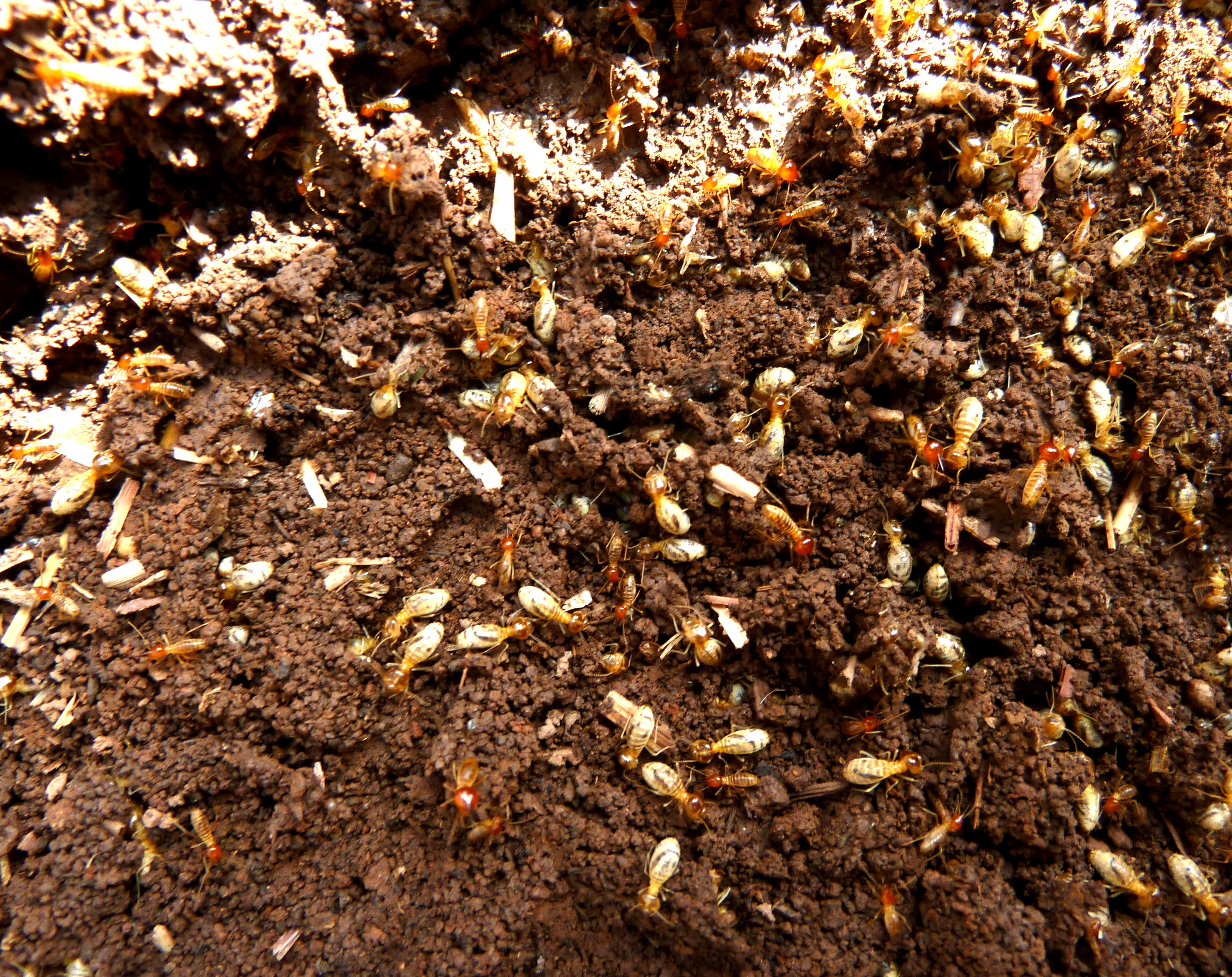
Odontotermes badius

Macrotermitinae (лат.) — подсемейство термитов из семейства Termitidae. Более 360 видов.

## Распространение
Встречаются, главным образом, в тропиках и субтропиках Старого Света: Афротропика (165 видов), Мадагаскар (2), Ориентальная область (165).

## Описание
Левая мандибула имаго (крылатых самцов и самок) с 3-м маргинальным зубцом, имеющим передний край вдвое и более длинным заднего края; верхняя губа с поперечной полосой (кроме Sphaerotermes). Кишечник рабочих с раздельно с ним соединёнными 4 мальпигиевыми сосудами. Образуют симбиотические связи с грибами базидиомицетами Termitomyces, которые образуют сады в термитниках 
(кроме Sphaerotermes). Гнездятся в почве и надземных постройках огромных размеров.
Усики имаго самок и самцов 15—20-члениковые. Формула шпор голеней: 3-2-2. Усики солдат — 12—21-члениковые. Солдаты мономорфные (Porotermes, Allodontermes, Synacanthotermes, Odontotermes, Hypotermes, Microtermes, Ancistrotermes), диморфные (Macrotermes, Pseudacanthotermes) или триморфные (Acanthotermes). Пронотум солдат Acanthotermes и Pseudacanthotermes несёт по переднему и боковому краям шипики.
Термиты Macrotermes bellicosus сооружают самые высокие земляные термитники (до 12,8 м). Крупнейшие в мире термиты также принадлежат к этому подсемейству. При среднем размере рабочих и солдат Macrotermes bellicosus около 1 см, матки в период яйцекладки достигают 10 см в длину и 5 см в ширину, и живут до 10 лет.
Некоторые виды Macrotermes, Odontotermes и Microtermes серьёзные вредители агрокультур.

## Систематика
Более 13 родов, более 360 видов. Род Sphaerotermes иногда выделяют в отдельное подсемейство Sphaerotermitinae Engel, Krishna, 2004.
- Acanthotermes Sjoestedt, 1900[10]
- Allodontermes Silvestri, 1914[11]
- Ancistrotermes Silvestri, 1912
- Euscaiotermes Silvestri, 1923
- Hypotermes Holmgren, 1913[12]
- Macrotermes Holmgren, 1909 (около 50 видов)[13]
- Megaprotermes Ruelle, 1978
- Microtermes Wasmann, 1902 (около 70 видов)[14]
- Odontotermes Holmgren, 1912 (около 200 видов)[15]
- Parahypotermes Zhu & Huang, 1990[16]
- Protermes Holmgren, 1910
- Pseudacanthotermes Sjoestedt, 1924
- Sphaerotermes Holmgren, 1912[15] (или Sphaerotermitinae Engel, Krishna, 2004)
  - Sphaerotermes sphaerothorax Sjoestedt, 1911
- Synacanthotermes Holmgren, 1910